# Buona (cattiva) sorte
Buona (cattiva) sorte è un singolo del cantautore italiano Tiziano Ferro, pubblicato il 31 maggio 2019 come primo estratto dal settimo album in studio Accetto miracoli.

## Descrizione
Il testo e la musica sono stati scritti da Tiziano Ferro, Emanuele Dabbono e Giordana Angi e dal punto di vista musicale il brano si caratterizza per una ritmica elettronica tendente all'electro house, pur mantenendo una melodia vocale pop in linea con le precedenti pubblicazioni dell'artista.
La canzone è stata anche adattata in lingua spagnola con il titolo Buena (mala) suerte ed estratta come primo singolo in Spagna il 31 maggio 2019, stesso giorno della pubblicazione italiana. È stata inserita nell'album Acepto milagros.
Oltre alla pubblicazione per il download digitale, il singolo è stato commercializzato nel formato 7", contenente anche la versione strumentale del brano. Inoltre, nello stesso anno il brano è stato inserito nella compilation Power Hits estate 2019 realizzata da RTL 102.5.

## Video musicale
Il videoclip, diretto da Gaetano Morbioli, è stato girato a Los Angeles e pubblicato il 18 giugno 2019 attraverso il canale YouTube dell'artista.
La relativa versione spagnola è stata resa disponibile il 27 giugno attraverso la medesima piattaforma.

## Tracce
Testi e musiche di Tiziano Ferro, Emanuele Dabbono e Giordana Angi.
7" (Italia)
- Lato A

1. Buona (cattiva) sorte – 3:14

- Lato B

1. Buona (cattiva) sorte (Instrumental) – 3:14

Download digitale
1. Buona (cattiva) sorte – 3:14

Download digitale – versione spagnola
1. Buena (mala) suerte – 3:14

## Formazione
- Tiziano Ferro – voce, arrangiamenti vocali
- Timbaland – tastiera, programmazione
- Angel Lopez – tastiera, programmazione
- Federico Vindver – tastiera, programmazione

Produzione
- Timbaland – produzione
- Angel Lopez – produzione
- Federico Vindver – produzione
- Fabrizio Giannini – produzione esecutiva
- David Rodriguez – ingegneria del suono
- Dave Poler – ingegneria del suono
- Marco Sonzini – registrazione voce
- Pino "Pinaxa" Pischetola – missaggio
- Antonio Baglio – mastering

## Successo commerciale
Buona (cattiva) sorte ha ottenuto un buon successo in Italia, entrando nella top 20 della Top Singoli e raggiungendo la seconda posizione nella classifica radiofonica stilata da EarOne. Al termine dell'anno è risultato essere il 41º brano più trasmesso dalle radio.

## Classifiche
| Classifica (2019) | Posizione massima |
| ----------------- | ----------------- |
| Italia            | 14                |